# Dekanat Straubing
Das Dekanat Straubing war eins der (bis 2022) 33 Dekanate des Bistums Regensburg. Zum 1. März 2022 wurde es mit den Nachbardekanaten Geiselhöring und Bogenberg-Pondorf zum Dekanat Straubing-Bogen zusammengelegt. Es gehört zur Region III – Straubing-Deggendorf des Bistums.
Zum Dekanat gehörten die nachfolgend aufgeführten Seelsorgeeinheiten (Stand: 2013). Die „führende“ Pfarrei, meistens der Sitz des zuständigen Pfarrers und des Pfarramtes, wird zuerst aufgeführt, die an der Pfarreiengemeinschaft beteiligten Pfarreien sind durch Semikolon getrennt, alle zu einer Pfarrei gehörigen Exposituren, Benefizien und Filialen werden direkt nach der jeweiligen Pfarrei, vor dem trennenden Semikolon, aufgezählt. Die Liste ist alphabetisch nach den Ortsnamen der führenden Pfarreien geordnet.
- Pfarrei St. Elisabeth Straubing
- Pfarrei St. Stephan in Alburg, dazugehörig Nebenkirche Maria Magdalena Kay
- Pfarrei Mariä Himmelfahrt Atting, dazugehörig Filiale Johannes der Täufer Rinkam, Filiale Johannes Evangelist Wiesendorf und Expositur Verklärung Christi Rain
- Pfarrei St. Laurentius Feldkirchen, dazugehörig Nebenkirche St. Stephan, Andreas, Martin Gundhöring, Nebenkirche St. Bartholomäus Hirschkofen und Mariä Himmelfahrt Opperkofen
- Pfarrei Mariä Himmelfahrt Irlbach, dazugehörig Filiale St. Michael Ainbrach; Pfarrei St. Nikolaus Schambach; Pfarrei St. Stefan Straßkirchen, dazugehörig Filiale St. Nikolaus Paitzkofen, Nebenkirche St. Michael (Allerseelenkirche, ehemaliger Karner) Straßkirchen, Nebenkirche St. Martin Haberkofen, Nebenkirche St. Georg Niederast
- Pfarrei St. Johannes Ittling, dazugehörig Filiale St. Stephan Amselfing
- Pfarrei St. Bartholomäus Niedermotzing, dazugehörig Filiale St. Georg Obermotzing, Nebenkirche St. Otto Puchhof; Pfarrei St. Lukas Aholfing
- Pfarrei Mariä Himmelfahrt Perkam, dazugehörig Expositur St. Martin Pönning mit Filiale St. Margareta Oberharthausen, Filiale St. Georg Frauenhofen, Filiale St. Martin Hirschling, Nebenkirche Unsere Liebe Frau Antenring, Nebenkirche „Brunner-Kapelle“ Radldorf
- Pfarrei Christkönig Straubing
- Pfarrei St. Jakob Straubing, Nebenkirche St. Vitus Straubing, Nebenkirche Mariä Himmelfahrt (Jesuitenkirche) Straubing, Nebenkirche Hl. Geist (Karmelitenkirche) Straubing, Nebenkirche Mariä Unbefleckte Empfängnis (Ursulinenkirche) Straubing, Nebenkirche Hl. Dreifaltigkeit (Spitalkirche) Straubing, Nebenkirche Unsere Liebe Frau Frauenbründl, Nebenkirche St. Johannes der Täufer Innerhienthal, Nebenkirche Hl. Kreuz Kagers, Nebenkirche Mariä Geburt Öberau, Expositur Mariä Himmelfahrt Sossau mit Nebenkirche St. Jakob der Ältere Unterzeitldorn
- Pfarrei St. Josef Straubing
- Pfarrei St. Peter Straubing, dazugehörig Pfarrkirche St. Michael Straubing, Nebenkirche St. Peter Straubing, Nebenkirche St. Nikolaus (ehemalige Leprosenhauskirche) Straubing, Nebenkirche Hl. Schutzengel (ehemalige Franziskanerkirche) Straubing, Nebenkirche Johannes von Gott (Pflegeheim der Barmherzigen Brüder) Straubing, Nebenkirche St. Anna (Elisabethinenkloster) Straubing-Azlburg